# Staustufe Rheinau-Gambsheim
Die Staustufe Gambsheim (französisch barrage hydroélectrique de Gambsheim) ist eine Staustufe des Oberrheins, die der Gewinnung elektrischer Energie dient und gleichzeitig die durch vorangegangene Rheinbegradigungen erhöhte Strömungsgeschwindigkeit des Flusses herabsetzt. Sie liegt am Rheinkilometer 309. Die an der Grenze der badischen Gemeinde Rheinau und der elsässischen Gemeinde Gambsheim gelegene Staustufe wurde 1974 in deutsch-französischer Zusammenarbeit fertiggestellt. Das Bauwerk realisiert eine Stauhöhe von 10 Metern und besteht aus einem Wehr auf der deutschen Seite, zwei Schleusen und einem Wasserkraftwerk auf der französischen Seite und der querenden Straßenverbindung zwischen Frankreich (D 2) und Deutschland (L 87). 2006 wurde zusätzlich auf der östlichen der zwei Inseln, zwischen denen das Kraftwerk liegt, eine Fischtreppe, auch Fischpass genannt, in Betrieb genommen. Die deutsch-französische-Grenze verläuft ebenfalls über diese Insel. Die Staustufe Iffezheim 25 km stromabwärts ist in spiegelbildlicher Anordnung aufgebaut – Schleuse und Kraftwerk liegen dort auf deutscher Seite. Die nächste Straßenquerung rheinaufwärts sind die Kehler Rheinbrücken, rheinabwärts ist es die Staustufe Iffezheim. 2017 wurde mit dem Bau einer zusätzlichen Radfahrerbrücke parallel zur Straße begonnen, sie wurde als längste Aluminiumbrücke Europas am 23. Juni 2019 eingeweiht.

## Wehr

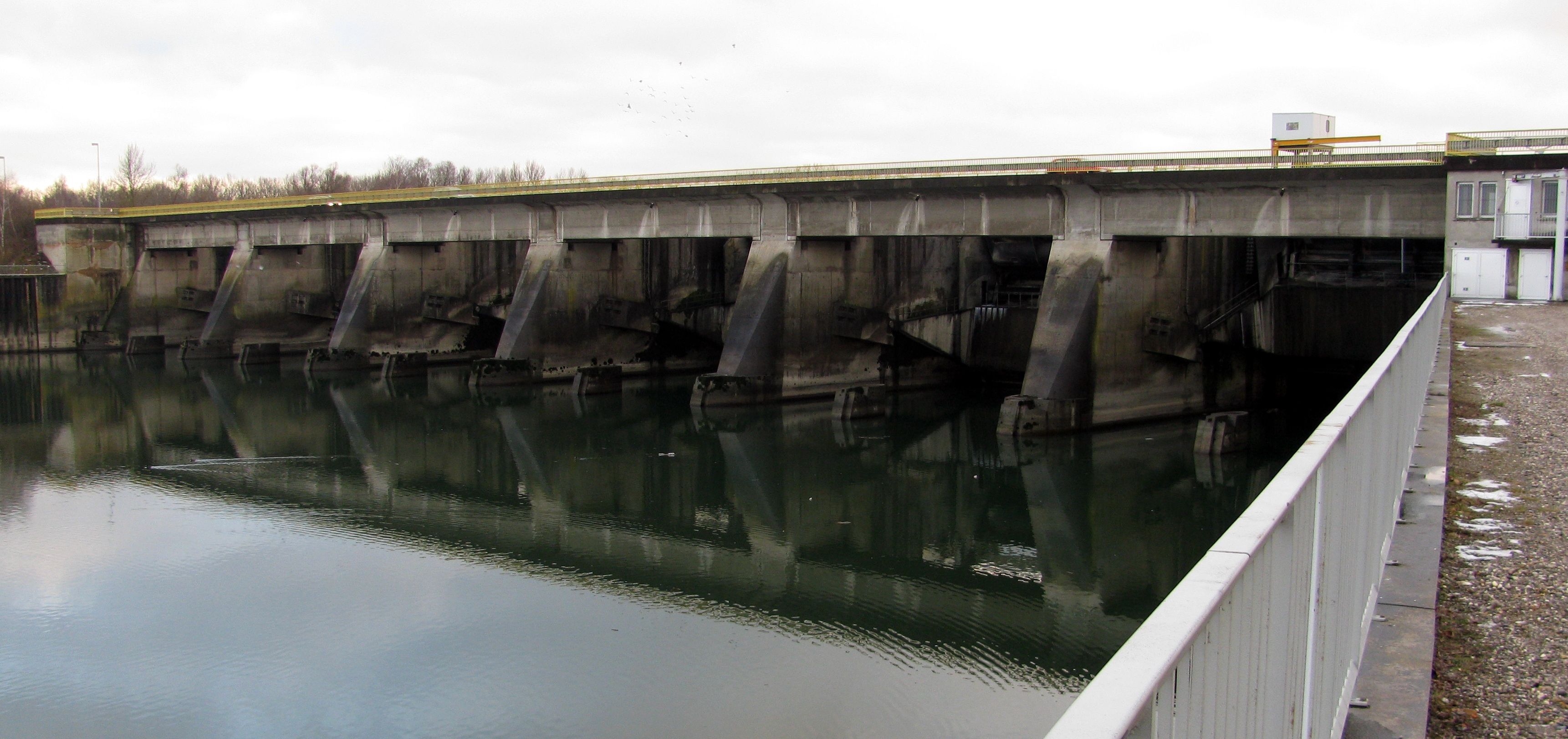
Das Wehr vom Unterwasser aus gesehen

Das Wehr liegt am östlichen Ende der Staustufe auf der deutschen Seite bei Freistett. Es besteht aus sechs großen Toren von jeweils 20 Metern Breite, die über Schieber geöffnet werden können. Führt der Rhein Hochwasser, so dass das Kraftwerk nicht mehr den ganzen Durchfluss bewältigen kann, werden die Tore geöffnet. Die automatische Steuerung des Wehrs erfolgt vom über 100 Kilometer entfernten Kembs aus. Die Tore können im Falle eines Hochwassers sehr schnell öffnen, so dass der Wasserspiegel unterhalb des Wehres schnell ansteigen kann und auch die Inseln und Ufer überschwemmt werden. Vor dieser Gefahr warnen am ganzen Ufer Schilder. Die maximale Leistungsfähigkeit beträgt bis zu 7200 Kubikmeter pro Sekunde. An der Westseite des Wehres schließt die Rheininsel mit der Fischtreppe an.

## Laufwasserkraftwerk
Eingerahmt von den zwei Inseln der Staustufe liegt das Rheinkraftwerk Gambsheim. Das Laufwasserkraftwerk ist mit vier horizontalen Kaplan-Rohrturbinen mit einer Gesamtleistung von 96 MW (4 × 24 MW) ausgestattet, die unterhalb des Brückenbauwerks mit der Straßentrasse liegen. Der Jahresenergieertrag beträgt etwa 650 Millionen kWh. Die Netzeinspeisung erfolgt bei einer Spannung von 225.000 Volt. Das Kraftwerk wurde im Juli 1974 in Betrieb genommen. Das Kraftwerk wird von der Centrale Electrique Rhénane de Gambsheim (CERGA), einer gemeinsamen Tochter der französischen Électricité de France (EDF) und der deutschen Energie Baden-Württemberg AG (EnBW), betrieben. Der Ertrag der beiden Rheinkraftwerke in Gambsheim und Iffezheim wird zwischen den beiden Muttergesellschaften aufgeteilt.

## Schleuse

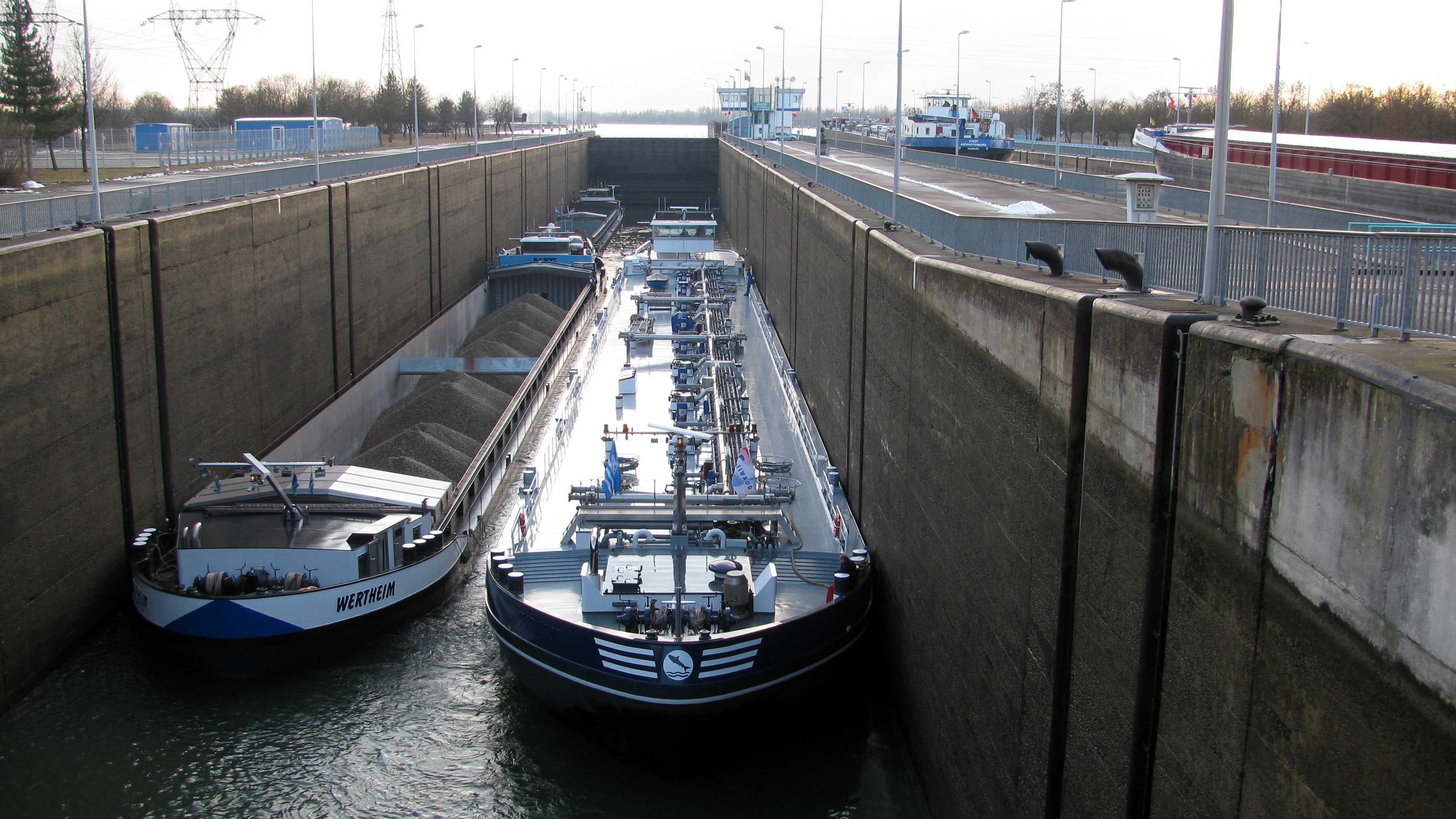
Blick in die östliche Schleusenkammer

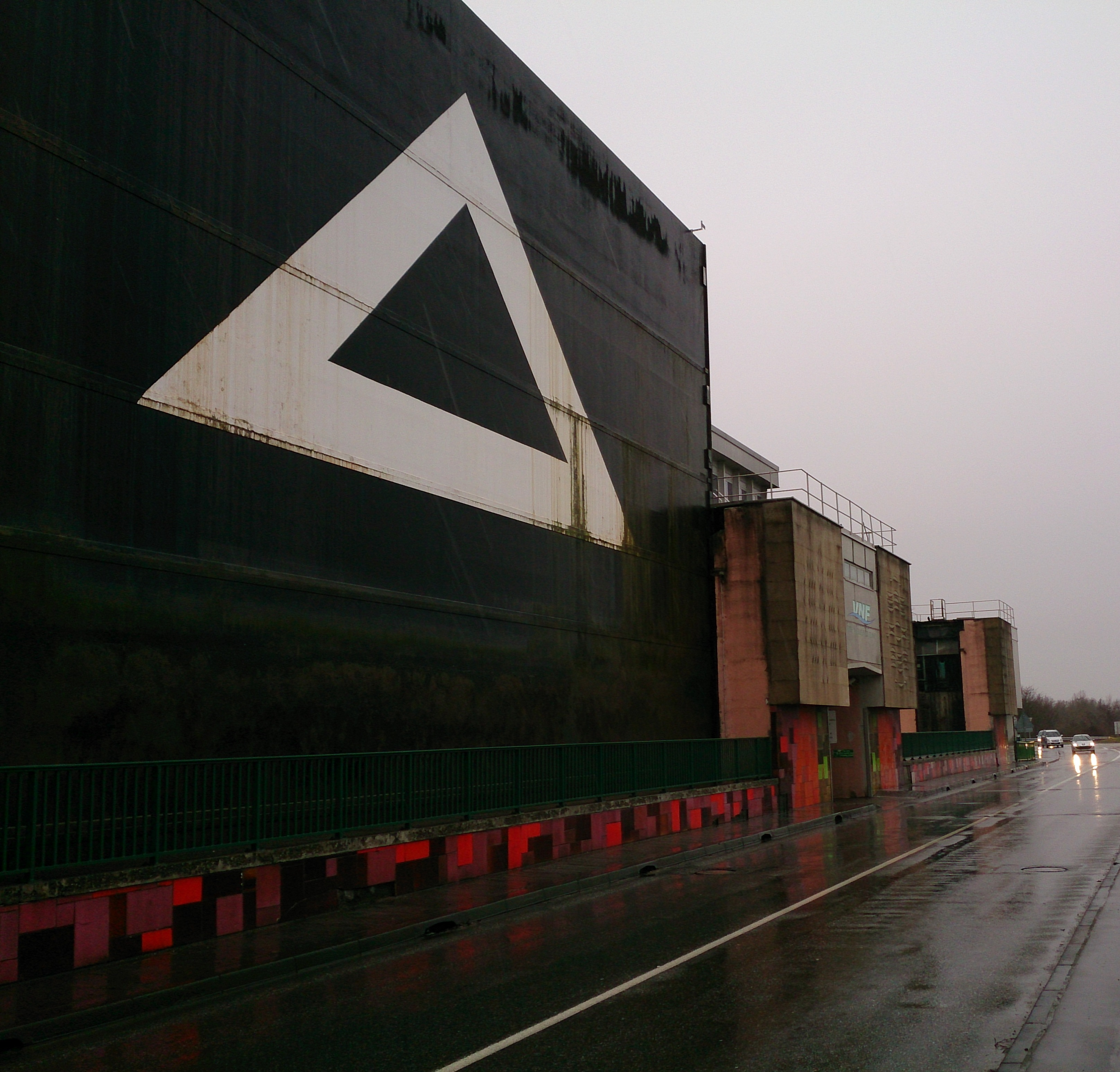
Geöffnetes Schleusentor

Am französischen Ufer befindet sich die vom französischen Schifffahrtsamt (Voies navigables de France) betriebene Doppelschleuse. Jede Kammer ist 270 Meter lang und 24 Meter breit. Die durchschnittliche Fallhöhe zwischen Ober- und Unterwasser beträgt 10,65 Meter. Das Füllen bzw. Entleeren der Schleusenkammer kann in sieben Minuten erfolgen, die durchschnittliche Durchfahrtszeit pro Schiff beträgt 15 Minuten. Jedes der beiden flussabwärts liegenden Tore hat ein Gewicht von 270 Tonnen. Die Schleusen sind die größten in Binnengewässern in Frankreich und sind rund um die Uhr in Betrieb.

## Fischtreppe

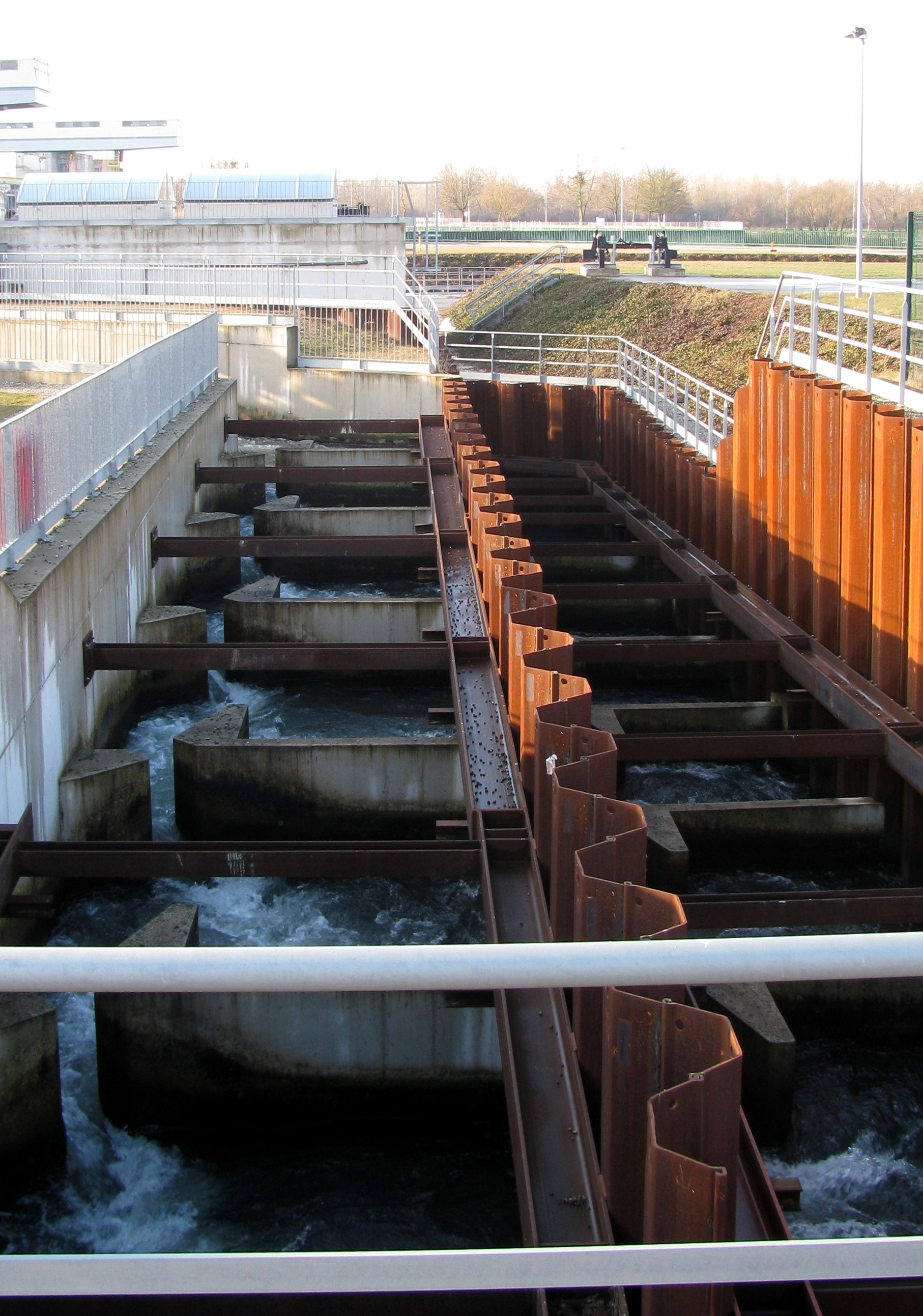
Ein Teil der Fischtreppe

1987 wurde durch die Internationale Kommission zum Schutz des Rheins (IKSR) ein Maßnahmenprogramm aufgestellt, das unter anderem die Wiederansiedelung des Lachses im Rhein zum Ziel hat. Eines der Projekte hierzu war der Bau der Fischpässe in Gambsheim und Iffezheim, der mit dem Vertrag vom 4. März 1997 beschlossen wurde. 
Die Fischtreppe ermöglicht verschiedenen Wanderfischarten, wie dem Lachs, der Meerforelle, dem Maifisch und dem Aal den Aufstieg und das Erreichen der Oberläufe der Rheinzuflüsse. Zudem mit der Staustufe Iffezheim bildet sie eine wichtige Informationsquelle für die Beurteilung der Fischfauna im Rhein und dem Erfolg von Wiederansiedlungsprogrammen einzelner Fischarten. Sie hat drei Einstiege im Unterwasser der Staustufe mit verschieden starken Strömungen. Alle drei Einstiege werden in einem Verteilbecken zusammengeführt. Ab dort bergauf beginnt die eigentliche Fischtreppe zum Oberwasser der Staustufe. Die Gesamtlänge der Anlage, die die Fische überwinden müssen, beträgt etwa 290 Meter. Der durchschnittliche Anstieg beträgt etwa einen Meter auf 15 Meter Länge.
Nachdem die Fischtreppe in der Staustufe Iffezheim erfolgreich getestet wurde, wurde im April 2004 auch in der Staustufe Gambsheim auf der Grenzinsel zwischen Deutschland und Frankreich mit der Anlage einer Fischtreppe begonnen. Sie wurde 2006 in Betrieb genommen und ermöglicht Wanderfischen nun den Zugang zu den weiter flussaufwärts liegenden Nebenflüssen, die in die Vogesen und den Nord-Schwarzwald führen, wie beispielsweise die Kinzig und ihr Zufluss, die Schutter.
Die drei Eingänge zur Fischtreppe werden über ein Verteilbecken über Lockstromturbinen mit verschiedenen Strömungsgeschwindigkeiten beaufschlagt, so dass für verschiedene Fischarten jeweils Einstiege mit interessanten Strömungen entstehen. Die zwei installierten Lockstromturbinen haben eine Gesamtleistung von 1100 kW und arbeiten nebenbei auch als Kleinkraftwerk. Sie werden vom Oberwasser der Staustufe gespeist und erhöhen den Wasserdurchfluss in den drei Eintrittsöffnungen auf 11 bis 15 Kubikmeter pro Sekunde, ohne die Fische im Aufstieg zu stören. Es handelt sich um zwei Kaplanturbinen mit vertikal angeordneter Welle. Dieses Kleinkraftwerk produziert etwa 3 Millionen Kilowattstunden jährlich.
Oberhalb des Verteilbeckens, in der eigentlichen Fischtreppe, müssen die Fische eine etwa 200 Meter lange Kaskade von 39 Becken überwinden, die jeweils über einen vertikalen Schlitz von 45 cm Breite verbunden sind. Ein Springen von Becken zu Becken wie bei anderen Bauarten ist somit nicht mehr notwendig. Der Durchfluss beträgt hier etwa 1,2 Kubikmeter pro Sekunde. Die Becken sind jeweils 4 Meter lang, 3,3 Meter breit und sind etwa 1,65 Meter hoch mit Wasser gefüllt. Jedes Becken ist jeweils 25 Zentimeter höher als das vorhergehende. Der Boden ist mit einer Kiesschicht bedeckt, die eine Ansiedlung von Lebewesen ermöglicht. Am Ende der Beckenkaskade haben die Fische das Oberwasser der Staustufe erreicht.
Im Mai 2007 wurde ein Informationszentrum eröffnet, das auch die Beobachtung und Zählung der wandernden Fische ermöglicht. Dafür wurden drei Aquarienfenster mit einer Größe von 3 Metern mal 1,8 Metern installiert.

## Revierzentrale
Auf der Höhe der Schleusen befindet sich auch das Centre d’Alerte Rhénan d’Informations Nautiques de Gambsheim (kurz CARING; deutsch etwa: Gambsheimer Rhein-Alarmzentrale für Nautische Informationen), einer französischen Notruf- und Informationszentrale für die Rheinschifffahrt. Die Meldestelle nimmt die Aufgaben einer Revierzentrale wahr und ist an das Melde- und Informationssystem Binnenschifffahrt an Rhein und Main angeschlossen.